# Román Bravo Riesco
D. Román Bravo Riesco (1865-1942) fue un canónigo-archivero, arqueólogo e historiador español, tío del humanista y traductor clásico Agustín Bravo Riesco.

## Biografía
Cantó misa en 1892. Se doctoró en derecho canónico y fue enviado por el obispo Tomás Cámara al Colegio Español de Roma entre 1894 y 1895 con la intención de que se formara en arqueología sagrada con vistas a crear un museo catedralicio en la catedral de Salamanca; allí tuvo como compañero al famoso traductor de la Biblia Eloíno Nácar. Prosiguió su formación en la ciudad del Tormes bajo la tutela del obispo Cámara y consiguió por oposición en 1900 la canonjía de arqueólogo archivero de la Catedral, haciéndose cargo de la organización del museo por orden de Cámara en 1901; pero Cámara falleció inopinadamente en 1904, por lo que el proyecto se retrasó y solo llegó a concluirse en 1953. Mientras tanto, Román Bravo enseñó arqueología sacra en el seminario de Salamanca. 
Amistó con el arqueólogo Manuel Gómez-Moreno, a quien en septiembre de 1901 dio acceso al archivo y asesoró en la redacción del tramo salmantino de su Catálogo monumental; además intercambiaron un interesante y bien escrito epistolario. En 1906 lo nombraron académico correspondiente de la Real Academia de Bellas Artes de San Fernando.

## Obras
- "El claustro de la catedral de Salamanca", en La Basílica Teresiana, núm. 6 (1903), pp. 182-189 y 199-204.
- "Epigrafía sepulcral en el Claustro de la Catedral Vieja", en Boletín Eclesiástico del Obispado de Salamanca, núm. 49 (1902) pp. 346-351.
- "Sepulcro notable en el Claustro de la Catedral", en La Basílica Teresiana, núm. 5 (1902), pp. 306-309.